# Yatha Sidhra
Yatha Sidhra – недолговечная, но значимая немецкая группа краут-рока начала 1970-х годов.
Группа выпустила единственный альбом – 40-минутную сюиту A Meditation Mass, которая сегодня считается классикой космического краут-рока.

## История

### Истоки возникновения группы
Корни Yatha Sidhra уходят в середину 1960-х годов, когда в немецком городке Фрайберг недалеко от Швейцарии и Франции, два брата, мультиинструменталист Рольф Фишер и барабанщик Клаус Фишер начали играть в соул-группе вместе с двумя бывшими американскими военными. В начале 1970-х годов к Фишерам примкнули французский басист Жан-Мишель Буавер и флейтист Петер Элбрахт, образовав группу тяжёлого рока Brontosaurus, которая благодаря звучанию флейты отдалённо напоминала Jethro Tull.

### A Meditation Mass
В начале 1973 года под влиянием этнических и медитативных веяний в популярной музыке, Рольф Фишер написал крупное по форме эпическое полотно A Meditation Mass, которое вскоре группа стала исполнять на концертах. Видный деятель немецкой рок-музыки Ахим Райхель был настолько поражён звучанием A Meditation Mass, что организовал группе контракт на фирме Brain Records и сам выступил продюсером альбома.
Гипнотическая и фантастическая A Meditation Mass коренным образом отличалась от остального материала Brontosaurus. Да и название группы не соответствовало стилистике произведения, и потому было принято решение переименовать группу в Yatha Sidhra, так как в этом названии слышалось нечто мистическое. К моменту записи альбома гитарист и Буавера на басе сменил Матиас Николаи. Райхель стал продюсером альбома, Рольф Фишер играл на муге, флейте, вибрафоне, электрическом фортепиано, гитаре и пел.
Альбом A Meditation Mass представляет собой концептуальное, почти исключительно инструментальное произведение, длинную сюиту в двух частях с вариациями. В рамках этого красивого экстатического произведения главным образом с помощью муга, флейты и перкуссии музыканты рисуют фантастический музыкальный пейзаж в широком стилистическом диапазоне между пасторальной фолк-музыкой и спейс-роком с дискретными джазовыми штрихами.

### После выхода альбома
Группа по-видимому распалась вскоре после записи. Рольф и Клаус Фишер в начале 1980-х годов выпустили пару пластинок как дуэт Dreamworld. Их музыка представляла собой довольно традиционный синтезаторный прог в стиле ELP и была лишена волшебства и мистики A Meditation Mass.